# Saramaccaans
Saramaccaans (Eigenname: Saamáka; engl. Saramaccan) ist eine in Suriname gesprochene Kreolsprache der Saramaccaner.

## Geschichte
Das Saramaccaans entstand aus dem Pidgin bzw. der frühen Kreolsprache der schwarzen Sklaven, die in einer ersten Welle in den Urwald flüchteten. Die ersten Sklaven dürften gleich nach der ersten Anlage von Plantagen 1651 entflohen sein. Ein nicht unerheblicher Teil dieser in der ersten Welle geflohenen Sklaven war noch in Afrika geboren. Die entscheidende Phase in der Formierung des Saramaccaans war also ab 1651. Gleich nach der Vertreibung der Holländer aus Brasilien 1654 wanderten wohl einige Juden mit ihren Sklaven aus dem nun für Juden wieder weniger liberalen Brasilien in das liberalere Suriname aus. Da dies in der frühesten Phase der Formierung der Kreolsprachen Surinames geschah, ist so das grundlegende portugiesische Element zu erklären. Bereits 1778 erschien ein ausgezeichnetes Wörterbuch Saramakkans – Deutsch, das der deutsche Herrnhuter Christian Ludwig Schumann (1749–1794), verfasst hatte. Wie viele Herrnhuter sah er Kreolsprachen als eigenständige, vollwertige Sprachen an.
Die erste größere, dauerhafte Ansiedlung von Europäern erfolgte unter Lord Francis Willoughby of Parham  1651, der von Barbados aus kommend eine größere Anzahl afrikanischer Sklaven in das neue Siedlungsgebiet am Suriname (Fluss) brachte. Unter den Siedlern befanden sich bereits jüdische Pflanzer. Der erste Friedensvertrag zwischen den Niederländern und den Saramaccanern wurde im Jahre 1762 geschlossen, der den geflohenen Sklaven die Freiheit und das Recht auf Handel zugestand, sie aber verpflichtete, keine neuen Flüchtlinge mehr aufzunehmen.

## Wortschatz
Der Wortschatz basierte ursprünglich wohl auf einer portugiesischen mit vielen afrikanischen Elementen durchsetzten Pidgin- oder Kreolsprache, die aber stark vom Englischen beeinflusst war. Über 20 % des Vokabulars entstammen afrikanischen Sprachen.
Beispiele aus dem Grundwortschatz, welche die ursprünglich portugiesische Basis belegen, sind: mujee (mulher) "Frau"; womi (homem) "Mann"; da (dar) "geben"; bunu (bono) "gut"; kaba (acabar) "beenden"; ku (com) "mit"; tan (tão) "sosehr"; kuma (como) "wie"; faka (faca) "Messer"; aki (aquí) "hier"; ma (mas) "aber"; kendi (quente) "heiß"; liba (arriba) "oben"; lio (rio) "Fluss" usw.
Wer mit der brasilianischen Aussprache des Portugiesischen vertraut ist, wird die großen Ähnlichkeiten erkennen. Bemerkenswert ist auch njanjan für "essen".

## Lautsystem
Das Saramaccaans ist eine Tonsprache und kennt die zwei Töne „hoch“ und „tief“.
Die Vokalreihe umfasst neben i a und u jeweils einen offenen und einen geschlossen e- und o-Laut, sodass man auf eine Reihe von sieben Vokalen kommt: i é è a ò ó u. Saramaccaans kennt keinen r-Laut. Die Unterscheidung stimmhaft / stimmlos ist bei allen Verschlusslauten konsequent durchgeführt. Außerdem kennt das Saramaccaans noch die beiden typisch westafrikanischen Phoneme kp und gb.
Es gibt pränasalierte Laute und Nasalvokale, die in der Schrift meist durch ein n oder m am Silbenende gekennzeichnet werden. Die Silbenstruktur ist streng (Konsonant) – Vokal – (Vokal). Mit o beginnende mehrsilbige Wörter erhalten regelmäßig einen w-Vorschlag.

## Beispiele
Das Saramaccaans unterscheidet sich sehr von den Sprachen, aus denen es entstanden ist:
De waka te de aan sinkii möön.

"Sie gingen, bis sie müde wurden."
U ta mindi kanda fu dee soni dee ta pasa ku u.

"Wir machen Lieder über Sachen, die uns geschehen."
A suku di soni te wojo fëën ko bëë.

"Er hat vergebens danach gesucht."
Mi puu tu dusu kölu bai ën.

"Ich habe zweitausend Gulden  dafür bezahlt."

## Ähnliche Sprachen
- Sranan Tongo
- Aukaans

## Weblink
- Überblicksartikel im Atlas of Pidgin and Creole Language Structures